# 氷川社 (鴻巣市前砂)
氷川社（ひかわしゃ）は、埼玉県鴻巣市の神社。

## 歴史
創建年代は不明である。ただ「寛文九年（1669年）」と刻まれた鳥居があることから、、その頃には既に存在していたものと推測される。「宝蔵院」が別当寺であった。宝蔵院は龍昌寺を本寺とする真言宗の寺院であったが、明治初期の神仏分離により、廃寺に追い込まれた。旧宝蔵院跡地には観音堂が残されている。
1873年（明治6年）、近代社格制度に基づく「村社」に列せられた。当社の祭神は白色が嫌いなので、氏子の間には白塗りの壁を設けないなどの掟があったという。

## 交通アクセス
- 北鴻巣駅より徒歩25分。